# Bohenie

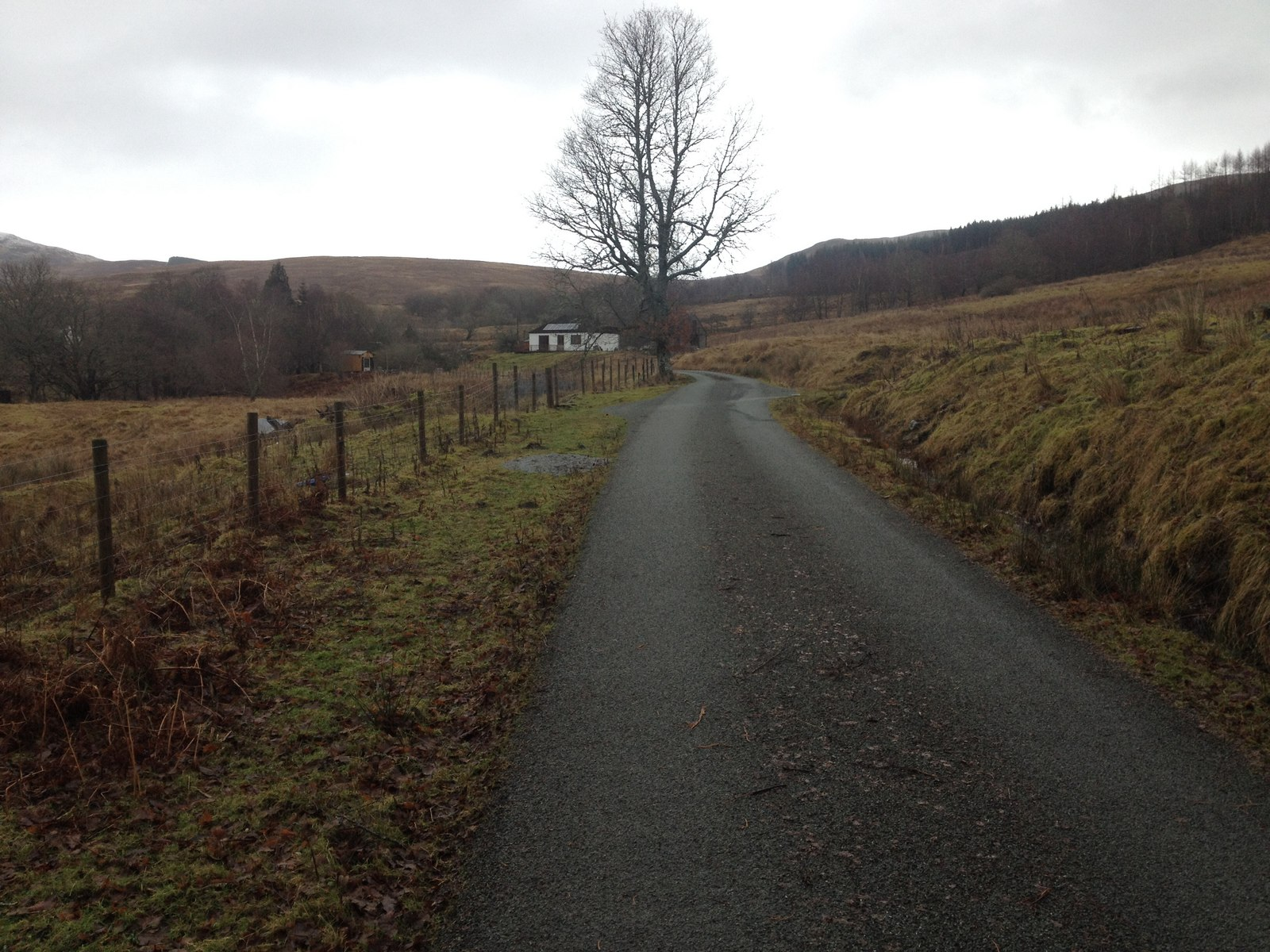
Straße und Haus in Bohenie

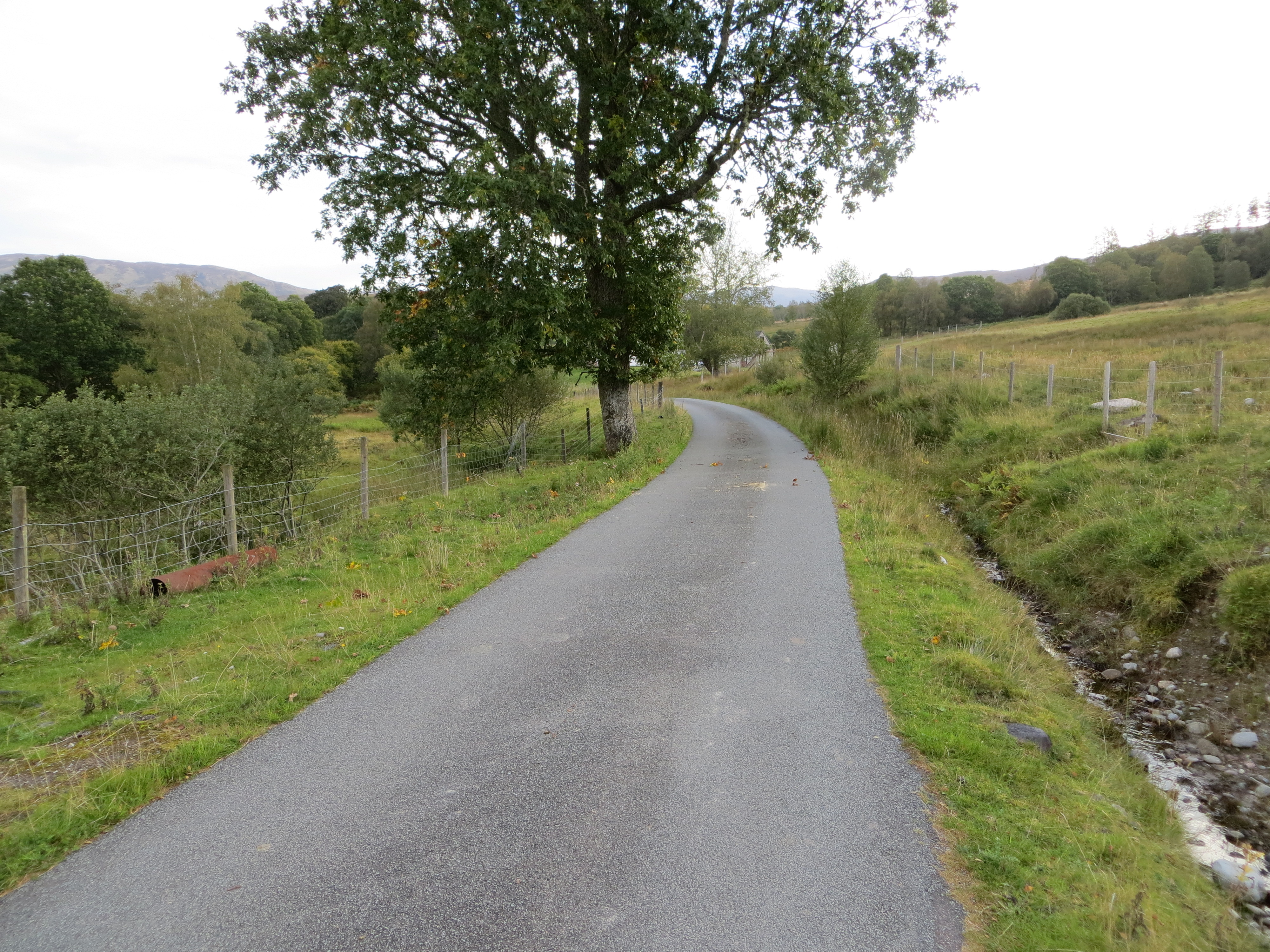
Straße nach Bohenie

Bohenie ist eine kleine Ortschaft, die südwestlich von Inverness in der Region Highland im Norden von Schottland liegt. Im Rahmen der historischen Gliederung Schottlands in Civil Parishes zählt es zu Kilmonivaig, das zu Inverness-shire gehörte.

## Geographie
Bohenie liegt im Glen Roy, leicht erhöht oberhalb des linken, südlichen Ufers des River Roy. Der Ort liegt in einem ländlichen Umfeld, umfasst lediglich eine Reihe verstreut liegender Häuser und ist ohne größere Bedeutung.

## Verkehr
Verkehrstechnisch zu erreichen ist Bohenie über eine von Roybridge parallel zum River Roy nach Nordosten führende Nebenstraße. In Roybridge verläuft die West Highland Line, an der der Ort einen Bahnhof hat.